# 我的威風女友
《我的威風女友》（韓語：위풍당당 그녀）是韓國MBC於2003年3月12日起播放的水木迷你連續劇。 台灣由緯來戲劇台播出。

## 劇情介紹
《我的威風女友》講述的是一個貧窮農村出身，只有國中畢業的未婚媽媽—李銀熙，打破世俗改變自己命運的喜劇電視劇。 
野蠻的銀熙和為了成功不折手段的姊姊李金熙，她們一直以為雙方是雙胞胎關係，直到有天財團會長來尋找親孫女，從此金熙的身份變了，而銀熙依然過著艱苦的生活。透過兩姊妹的不同命運，揭露了在生與養育之情的矛盾糾葛中孝的真正意義。

## 演員

### 主要人物
- 裴斗娜（童年：李世榮） 飾演 李銀熙[4]

愛哭愛笑，個性活潑開朗，愛管閒事，除了對讀書沒有興趣，對其他事物都具有濃厚的好奇心與興趣。和同學相處是個隨和的好朋友，在父母與老師面前可是頭痛人物。
- 申成宇 飾演 徐仁宇[5]

美國MBA出身，嘉仁食品社長，個性木訥冷酷，自私自利，目中無人，人生的唯一目標就是成功。
- 金有美（童年：朴恩斌） 飾演 李金熙[6][7]

太成食品開發部代理，身體虛弱，在學校是課業優秀的好學生，在家是乖巧的女兒，與妹妹銀熙形成有趣的對比。
- 姜棟元 飾演 閔志勛[8]

心地善良，和藹可親，夢想成爲懸壺濟世的好醫生，是金熙、銀熙兩姐妹的初戀。

### 其他人物
- 金海淑 飾演 金吉女

李金熙、李銀熙的母親。
- 姜仁德 飾演 李甲植

李金熙、李銀熙的父親。
- 趙榮旻 飾演 李勳[9]

李金熙、李銀熙的雙胞胎弟弟。
- 趙光旻 飾演 李進

李金熙、李銀熙的雙胞胎弟弟。
- 尹藝里

李銀熙的生母。
- 金成謙 飾演 金會長

太成集團的會長，李銀熙的爺爺。
- 李惠淑 飾演 尹智淑

金會長的第二個媳婦。太成集團的子公司太成食品的總裁。。
- 李依靜 飾演 金恩洙

太成集團會長的孫女，尹智淑的獨生女，喜歡整形。
- 徐權順

徐仁宇的繼母。
- 鄭鍾準 飾演 孔廠長

嘉仁食品的副總裁兼工廠廠長，徐仁宇父親的好友。
- 申東美

李銀熙的高中老師。
- 金光奎

李銀熙的高中老師。
- 比留 飾演 王花年

李金熙、李銀熙的好友，但永遠站在李銀熙身邊。
- 溫祚 飾演 王星年

李金熙、李銀熙的好友，但永遠站在李金熙身邊。
- 曹恩智 飾演 壞學生

李金熙、李銀熙的高中同學。

## 外部連結
- Daum上《我的威風女友》的資料